# Servicio Nacional de Áreas Protegidas (Bolivia)
El Servicio Nacional de Áreas Protegidas, SERNAP por sus siglas, es una institución del Estado Plurinacional de Bolivia, La entidad fue creada mediante el Decreto Supremo Nº 25158, en 1997, la norma lo define como la institución encargada de salvaguardar las áreas protegidas del país y   coordinar el funcionamiento del Sistema Nacional de Áreas Protegidas, garantizando la gestión integral de aquellas que tengan de interés nacional, a efectos de conservar la diversidad biológica, en el área de su competencia.

## Características
- Estructura operativa desconcentrada del Ministerio de Medio Ambiente y Agua
- Dependencia funcional (políticas y normas) del Vice-ministerio de Recursos Naturales y Medio Ambiente
- Independencia de gestión técnica y administrativa
- Estructura propia y de competencia de ámbito nacional.

## Funcionamiento
El SERNAP, con el fin de lograr un funcionamiento en el marco del Sistema Nacional de Áreas Protegidas, divide su gestión en dos niveles:

### Nivel del Sistema Nacional
A través de una Unidad Central, quien garantiza que las Áreas Protegidas de interés nacional del SNAP funcionen enlazadas bajo una coordinación y planificación centrales, una normativa común, misma políticas, estrategias y objetivos; y que logren la complementariedad tanto técnica como funcional para el fortalecimiento del proceso de conservación de biodiversidad y su integración en el marco de desarrollo sostenible nacional.

### Nivel de cada área protegida
A través de Direcciones de Área específicas, que fungen como autoridad máxima dentro de su jurisdicción, y garantizan la implementación de políticas, estrategias y objetivos nacionales, estableciendo las particularidades complementarias a nivel del Área Protegida a su cargo, garantizando su integración a nivel local y regional.

## Instrumentos adicionales de planificación

### Zonificación
Es la manera de ordenar el espacio sobre la base de la singularidad, fragilidad, potencialidad de aprovechamiento sostenible y valor de los recursos naturales de cada lugar dentro del Área Protegida.
En la zonificación se especifican los usos y actividades permitidas en determinados espacios, así se tendrán zonas con alta restricción (zonas núcleo, de protección estricta) y zonas destinadas al manejo sostenible de los recursos naturales o aquellos donde se pondrán realizar actividades turísticas, de investigación y de educación ambiental. La zonificación también permite identificar aquellos espacios donde se pueden obtener los recursos para la subsistencia de quienes viven en las Áreas Protegidas.

### Sistema de Seguimiento y Evaluación
El Sistema de Seguimiento y Evaluación del SERNAP tiene como objetivo principal monitorear y evaluar la efectividad de la gestión de las Áreas Protegidas. Contiene tres niveles de seguimiento:
- Seguimiento a la planificación operativa anual realizada a través de informes de monitoreo de actividades y evaluación de resultados (Sistema de Planificación de Áreas Protegidas – SIPAP)
- Medición de la Efectividad del Manejo del SERNAP (MEMS)
- Seguimiento en el lugar (in situ)

### Sistema de Monitoreo
Este instrumento tiene un carácter integral porque contempla aspectos biológicos, socioeconómicos, y ecológicos.

Principios y Políticas para la gestión del Sistema Nacional de Áreas Protegidas

Principios:
- Respeto y valoración de la diversidad cultural y natural
- Reconocimiento de derechos, usos y costumbres de las poblaciones locales
- Integralidad de la conservación y del desarrollo
- Participación social con equidad
- Distribución justa de beneficios
- Subsidiariedad

## Políticas
- Consolidación institucional del Sistema Nacional de Áreas Protegidas
- Mejorar la sostenibilidad financiera de la gestión de las Áreas Protegidas
- Conservar la diversidad biológica y cultural en las Áreas Protegidas
- Fortalecer la participación social en la gestión de las Áreas Protegidas
- Promover la integración de las Áreas Protegidas en las políticas económicas y sociales nacionales
- Consolidar la integración de la gestión de las Áreas Protegidas con la gestión municipal y departamental
- Contribuir al mejoramiento de la calidad de vida de las poblaciones locales
- Orientar los valores, actitudes y prácticas personales y colectivas hacia la conservación de las Áreas Protegidas
- Impulsar la integración de las Áreas Protegidas en el ámbito internacional

## Modalidades de Administración de Áreas Protegidas en Bolivia

### Participación social en la gestión de Áreas Protegidas
- Participación en la administración de las Áreas Protegidas: En Bolivia se admiten dos modalidades de administración: la directa y la compartida (Art. 69, DS 24781, la definición de estas modalidades se describe en el  Reglamento General de Áreas Protegidas de la siguiente manera:

#### Sobre la administración directa
“La administración directa es la facultad que tiene la AN o AD de administrar a través de sus propias unidades administrativas un AP y estará determinada cuando las condiciones organizativas y económicas de las instituciones públicas o privadas, comunidades originarias o poblaciones locales que podrían administrar áreas no satisfagan aún las condiciones de gestión de las mismas” Art. 70

#### Sobre la administración compartida
Art. 72: “Se define como administración compartida a la facultad que otorga la AN o AD a las comunidades originarias, poblaciones locales organizadas, ONG’s, instituciones públicas, privadas, académicas o consorcios, sin fines de lucro, para administrar en forma conjunta un AP”
Participación a través del Comité de Gestión:
Participan de este espacio representantes de rublos indígenas, comunidades originarias, municipales, prefecturas y otras entidades públicas, instituciones privadas y organizaciones sociales. Su rol es definir la mejor manera de actuar respecto a al protección de las áreas protegidas, el uso de los recursos naturales, y respecto a los beneficios y ventajas que se dan por conservar éstos espacios.
• Incorporación de recursos humanos locales en el personal del AP: En los procesos de contratación de funcionarios del SERNAP que trabajen en las APs, tales como guardaparques, técnicos, administradores y otros, se prioriza la selección de personas de la población local que cumplan con los requisitos establecidos por la institución. Esta política permite aumentar la capacidad de relacionamiento con las comunidades locales y brindarles una oportunidad económica y social.
• Participación en la implementación de Programas y Proyectos en las Aps:
Se fomenta la implementación de programas y proyectos en los ámbitos de desarrollo sostenible, educación ambiental, monitoreo, turismo y otros, para mejorar las condiciones socioeconómicas de las poblaciones locales, respetando los objetivos de conservación del AP. Estos programas o proyectos pueden ser ejecutados por instituciones públicas, no gubernamentales u organizaciones de base.
• Comité Interinstitucional:
Este mecanismo permite crear alianzas estratégicas para la gestión integral del AP, con el fin de articular los esfuerzos tanto técnicos como financieros entre diferentes instituciones que trabajan dentro del área o en zona de influencia.

## Críticas
En 2021 el SERNAP fue objeto de críticas debido a los despidos de trabajadores con trayectoria en el cuidado de las áreas protegidas por parte del director ejecutivo del SERNAP, en funciones desde 2020, Teodoro Mamani. Varias veces los trabajadores fueron trasladados a otras áreas protegidas de las que trabajaban, lo que se considera un despido indirecto.
En enero de 2021 una vocera de la alianza política Creemos denunció que en cuestión de 4 días se hicieron destituciones masivas hacia directores, jefes y guardaparques de todo el país. Entre los despedidos de su cargo estuvo el Jefe de Protección del parque nacional Tunari, Alberto Terrazas. Esto fue criticado por el grupo de voluntarios Tunari sin Fuego, debido a la trayectoria de Terrazas cuidando el parque nacional y denunciando los avasallamientos.